# Nikola Stanchev
Nikola Stanchev, né le 11 septembre 1930 à Tvarditsa et mort le 13 juillet 2009 à Bourgas, est un lutteur bulgare spécialiste de la lutte libre.

## Carrière
Nikola Stanchev participe aux Jeux olympiques d'été de 1956 à Melbourne et remporte la médaille d'or dans la catégorie de poids moyens.